# Arturo «Zambo» Cavero
Arturo Cavero Velásquez (Lima, 29 de noviembre de 1940-Lima, 9 de octubre de 2009) fue un cantante y compositor peruano. En su país lo consideran un símbolo de la identidad peruana por su manera de interpretar la música criolla.
Cavero se caracterizaba por su potente voz de tenor, su profunda sensibilidad y su capacidad para transmitir emociones a través de su canto. Su estilo musical estaba fuertemente influenciado por la música afroperuana, lo que le dio un toque único y distintivo a sus interpretaciones.

## Biografía
Nació en el callejón conocido como La Banderita Blanca, ubicado en la cuadra 11 de la avenida Abancay del centro de Lima. Fue hijo de Juan Cavero Colán (nacido en Huaral) y de Digna Velásquez Isusqui (natural de San Luis de Cañete, enclave de la cultura afroperuana). Aprendió sus primeras canciones de su madre, como fue el caso del vals «Alma mía» de Pedro Miguel Arrese. Su apelativo «Zambo» le fue dado por el periodista de espectáculos Guido Monteverde (1925-1996).

## Carrera musical
Empezó su carrera musical a los 14 años, tocando la percusión con el cantautor y futbolista Juan Criado (1913-1978).
A los 21 años se graduó como profesor de primaria en el Instituto Nacional Pedagógico. Su licenciatura en educación le fue otorgada por la Universidad Federico Villarreal. Se especializó en administración de la educación en la Universidad de Lima y en retardo mental y problemas en el aprendizaje en la Universidad Nacional Mayor de San Marcos. Su tesis de maestría se tituló: El folklore y la educación. Su destacada labor docente fue reconocida con las Palmas Magisteriales.
Durante mucho tiempo fue ejecutante de cajón hasta que su obesidad se lo impidió.
Recién en la década de 1970 tomaría el micrófono y se uniría al guitarrista Óscar Avilés (1924-2014). Algunas de las mejores canciones de este dúo fueron compuestas por Augusto Polo Campos. Tal es el caso de los valses «Cada domingo a las doce, después de la misa» —el primero que compuso para ellos—, «Y se llama Perú» y «Contigo Perú». En los dos últimos se exaltan las señas de la identidad peruana, a tal punto que «Contigo Perú» es considerado como el segundo himno del país.
En 1976 fue invitado al VI  Festival de Arte Negro de la ciudad de Cañete, donde se hizo merecedor del máximo premio junto a su primo, el compositor e intérprete Pepe Villalobos Cavero (1931-) por la canción de este, «La carimba». Durante la Copa Mundial de Fútbol de 1982, el dúo alentó al seleccionado peruano, cantando dicho vals en su vestuario.
El 3 de junio de 1987, junto con
el guitarrista Óscar Avilés,

Arturo Zambo Cavero y Óscar Avilés en un mural en Lima.

la cantante Jesús Vásquez (1920-2010),
Luis Abanto Morales (1923-2017) y
Augusto Polo Campos (1932-2018),
fue premiado por la OEA (Organización de Estados Americanos), en Washington D. C., entidad que honró su contribución a la música del continente americano.
En 1996 participó en la cinta Bajo la piel de Pancho Lombardi (1949-), interpretando la canción «Rebeca».
En la campaña presidencial de 2001 apareció en un spot publicitario en apoyo de Alan García (1949-2019), el candidato aprista. En el mismo los dos cantaban a dúo «Y se llama Perú».

## Fallecimiento
El 5 de octubre de 2009 ingresó a la unidad de cuidados intensivos del Hospital Edgardo Rebagliati Martins en Lima, aquejado por una septicemia a causa de la obesidad mórbida que padecía. Debido a la gravedad de su estado, lo visitaron sus compañeros del medio artístico y el entonces presidente Alan García.
Falleció el 9 de octubre a las 12:55 (hora peruana).
Sus restos fueron velados en el Museo de la Nación.
Entre los asistentes, destacó la presencia del cantante panameño Rubén Blades.
El 11 de octubre, día de su entierro, fue declarado duelo nacional.
Se le ofició una misa de cuerpo presente en la Iglesia de las Nazarenas y luego, en el patio de Palacio de Gobierno, fue distinguido póstumamente con la Orden del Sol en grado de Gran Cruz. También recibió honores en la Municipalidad de Lima y en el Congreso de la República.
Su féretro fue transportado por la primera cuadrilla de la Hermandad del Señor de los Milagros, de la cual había sido integrante.

## Canciones
- 1975: «Únicos» (con Óscar Avilés)
- 1977: «¡Son nuestros!» (con Óscar Avilés)
- 1978: «Siempre juntos» (con Óscar Avilés)
- 1980: «¡Avilés... 40 años!» (con Óscar Avilés, Pancho Jiménez y Los Morochucos)
- 1981: «Les traemos... el chacombo» (con Óscar Avilés)
- 1982: «Seguimos valseando festejos» (con Óscar Avilés y Lucila Campos)
- 1983: «¡¡Qué tal... trío!!» (con Óscar Avilés y Lucila Campos)
- 1984: «Siguen festejando juntos» (con Óscar Avilés)
- 1988: «Siempre...»
- 1989: «Buenos criollos» (con Óscar Avilés, Julio Mori, Polo Alfaro, Centro Musical Unión y Los Zañartu)
- 2000: «Contigo Perú».

## DVD
- 2008: Arturo “Zambo” Cavero en vivo